# Stor-Torrtjärnen, Västerbotten
Stor-Torrtjärnen är en sjö i Norsjö kommun i Västerbotten och ingår i Skellefteälvens huvudavrinningsområde.